# Des insectes et des hommes
Pour plus de détails, voir Fiche technique et Distribution.
Des insectes et des hommes (titre original : The Hellstrom Chronicle)  est un film documentaire américain réalisé par Walon Green et Ed Spiegel, et sorti en 1971.
Il a obtenu l'Oscar du meilleur film documentaire en 1972.

## Synopsis
Un scientifique, le Professeur Hellstrom, explique la violence et la sauvagerie du monde des insectes. Il filme entre autres les guerres opposant des colonies de fourmis, et les mœurs cannibales des mantes religieuses.

## Fiche technique
- Titre original : The Hellstrom Chronicle
- Réalisation : Walon Green et Ed Spiegel
- Scénario : David Seltzer
- Producteur : David L. Wolper (en)
- Musique : Lalo Schifrin
- Montage : John Soh
- Durée : 90 minutes
- Date de sortie : 1971

## Distribution
- Lawrence Pressman : Professeur Hellstrom

## Nominations et récompenses
- Oscar du meilleur film documentaire en 1972
- Il a été présenté hors compétition au Festival de Cannes 1971[1]
- Il a remporté le Prix Vulcain de l'artiste technicien en 1971